# Lampada Geordie

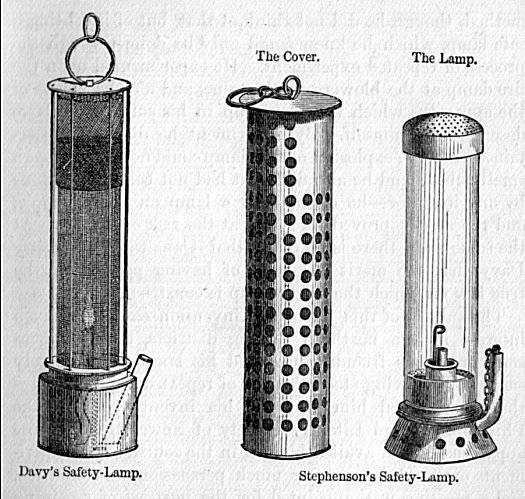
Confronto tra la lampada Davy e la lampada Geordie

La lampada Geordie venne inventata nel 1815 da George Stephenson (da cui prende il nome) come soluzione alle esplosioni causate dal grisù nelle miniere di carbone.
Nonostante vi siano state controversie tra la lampada Geordie e la lampada Davy (inventata da Humphry Davy nello stesso anno), i due progetti sviluppavano concetti alquanto differenti.
Se il solo percorso possibile che l'aria può seguire per raggiungere la fiamma viene modificato e ristretto e si allunga il corpo della lampada al di sopra della fiamma stessa, la quantità di aria che raggiunge la fiamma è la medesima, ma ne aumenta la velocità a causa del restringimento del flusso. Questa velocità risulterà essere maggiore di quella della fiamma in caso di saturazione dell'aria con il gas, aiutando così a prevenire gli scoppi.